# 5824 Inagaki
5824 Inagaki este un asteroid din centura principală de asteroizi.

## Descriere
5824 Inagaki este un asteroid din centura principală de asteroizi. A fost descoperit pe 24 decembrie 1989 la Geisei de Tsutomu Seki. El prezintă o orbită caracterizată de o semiaxă mare de 2,63 ua, o excentricitate de 0,12 și o înclinație de 12,7° în raport cu ecliptica.